# Vasilij Veresjtjagin
Vasilij Vasiljevitj Veresjtjagin (ryska: Василий Васильевич Верещагин), född 26 oktober 1842 i Tjerepovets, guvernementet Novgorod, död 13 april 1904 vid Port Arthur, var en rysk målare.

## Biografi
Veresjtjagin var i sin ungdom sjöofficer, studerade måleri i Sankt Petersburg och för Jean-Léon Gérôme i Paris från 1864, deltog i ryska fälttåget i Turkestan 1867–1869, studerade i München 1871–1873, reste i Indien 1874–1876 och Palestina, bodde åter i Paris, till dess Rysslands krig mot Osmanska riket 1877 lockade honom till krigsskådeplatsen. Han var med vid Sjipkapasset och Plevna. Vid övergången av Donau blev han svårt sårad. Sedan han tillfrisknat inträdde han i general Josif Gurkos svit och begav sig efter vapenstilleståndet till Paris. År 1892 bosatte han sig i Moskva. 
I Sankt Petersburg hade Veresjtjagin utställt skildringar från kriget i Turkestan, vilka nu utgör en särskild del av museet i Moskva. År 1880 föranstaltade han en utställning i Paris, där hans tavlor, krigsscener från Turkestan och Balkankriget, landskap och folklivsbilder från Indien, Tibet och Kashmir samt från Himalaya, väckte uppseende. Sedan upprepades dylika utställningar flerstädes, våren 1887 i Stockholm. 
Veresjtjagin vann rykte framförallt som krigets målare. Han gav helt objektiva framställningar av vad han iakttagit, skildrade massuppoffring, plikttrohet, stum underkastelse, bilder, som verkade gripande och avskräckande genom sin brutala uppriktighet. Motivet har mera att betyda än det måleriska innehållet. Bland tavlor av denna art är Vägen till Plevna, kantad av ihjälfrusna soldater, Allt lugnt i Sjipkapasset (en översnöad fältpost), Turkiskt lasarett och Stupade (en präst läser böner över den gemensamma graven). Till samma område hör Nihilistavrättningen och Indiska upprorsmäns avrättning av engelsmännen. 
Veresjtjagin målade även landskap, etnografiska figurer och arkitekturbilder från Indien, Orienten och Ryssland, bland annat Salomos mur, Pärlmoskén i Agra och Kreml, dessutom folktyper och landskap från Palestina, ibland i förbindelse med skildringar ur den heliga historien. Under 1890-talet målade han bilder ur Napoleon I:s fälttåg i Ryssland. Han var verksam även som författare till ungdomsminnen, reseskildringar, konstbroschyrer och en roman, Krigskorrespondenten. Han omkom då slagskeppet "Petropavlovsk" styrde in i ett japanskt minfält utanför Port Arthur.

## Utmärkelser
Asteroiden 3410 Vereshchagin är uppkallad efter honom.

## Bilder

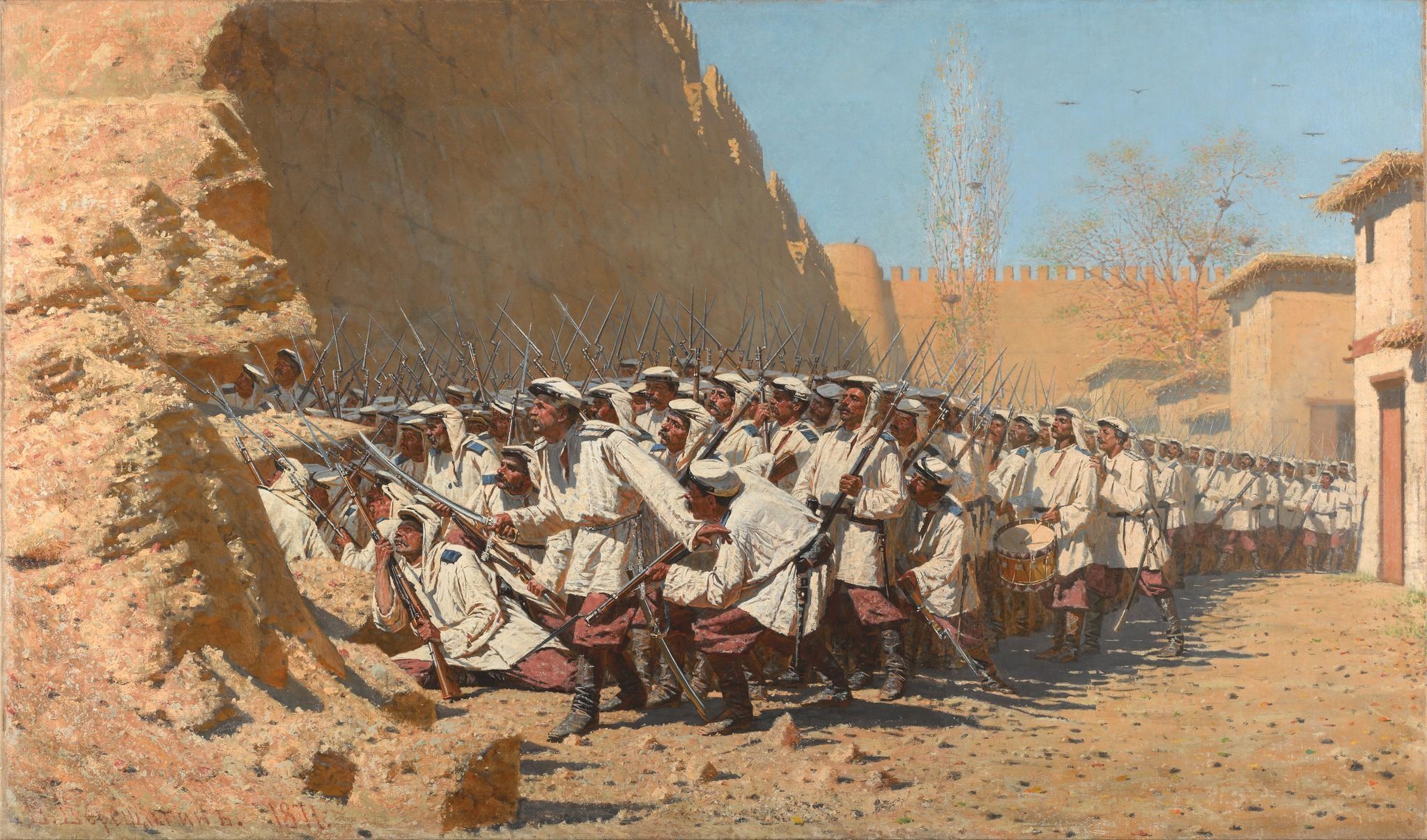
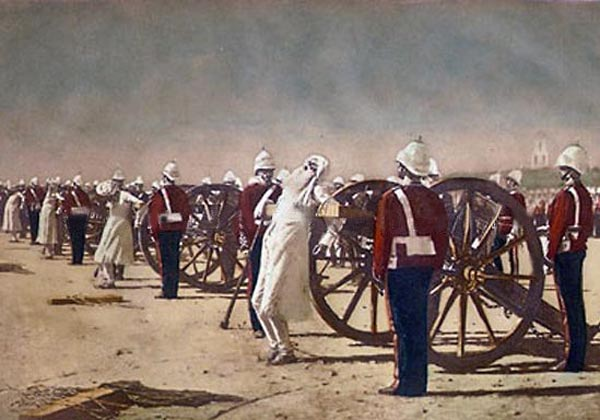
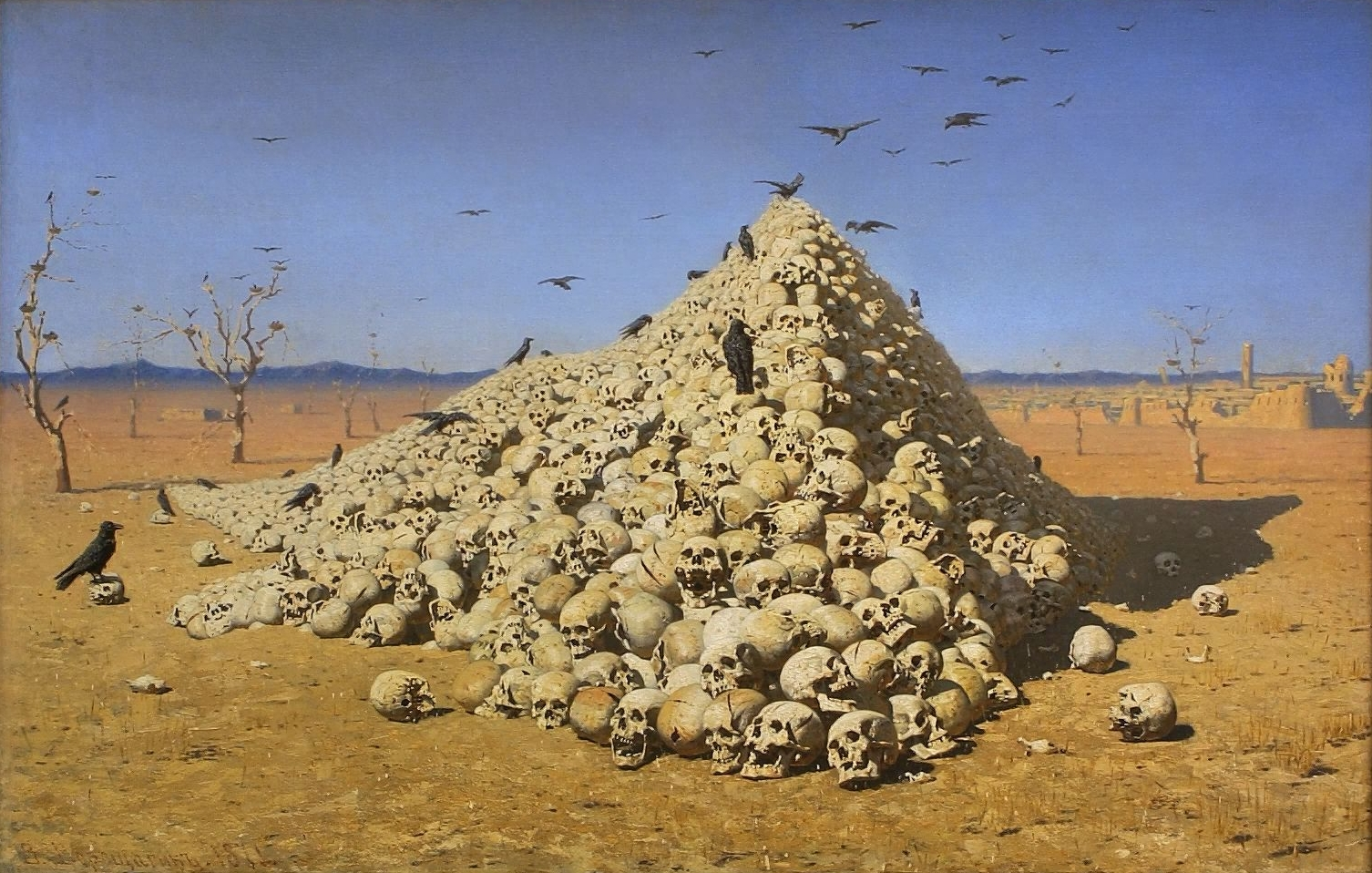